# Fleet Management Services
Fleet Management Services (FMS) este o companie de leasing operațional din România.
Compania activează pe piața românească din 1996 și oferă servicii de administrare a flotelor auto și servicii de închirieri de mașini pe termen lung (între un an și cinci ani).
Cifra de afaceri:
- 2010: 10 milioane lei[2]
- 2007: 4 milioane lei (1,2 milioane euro)[1]